# Criaturas Tumulares (Terra Média)

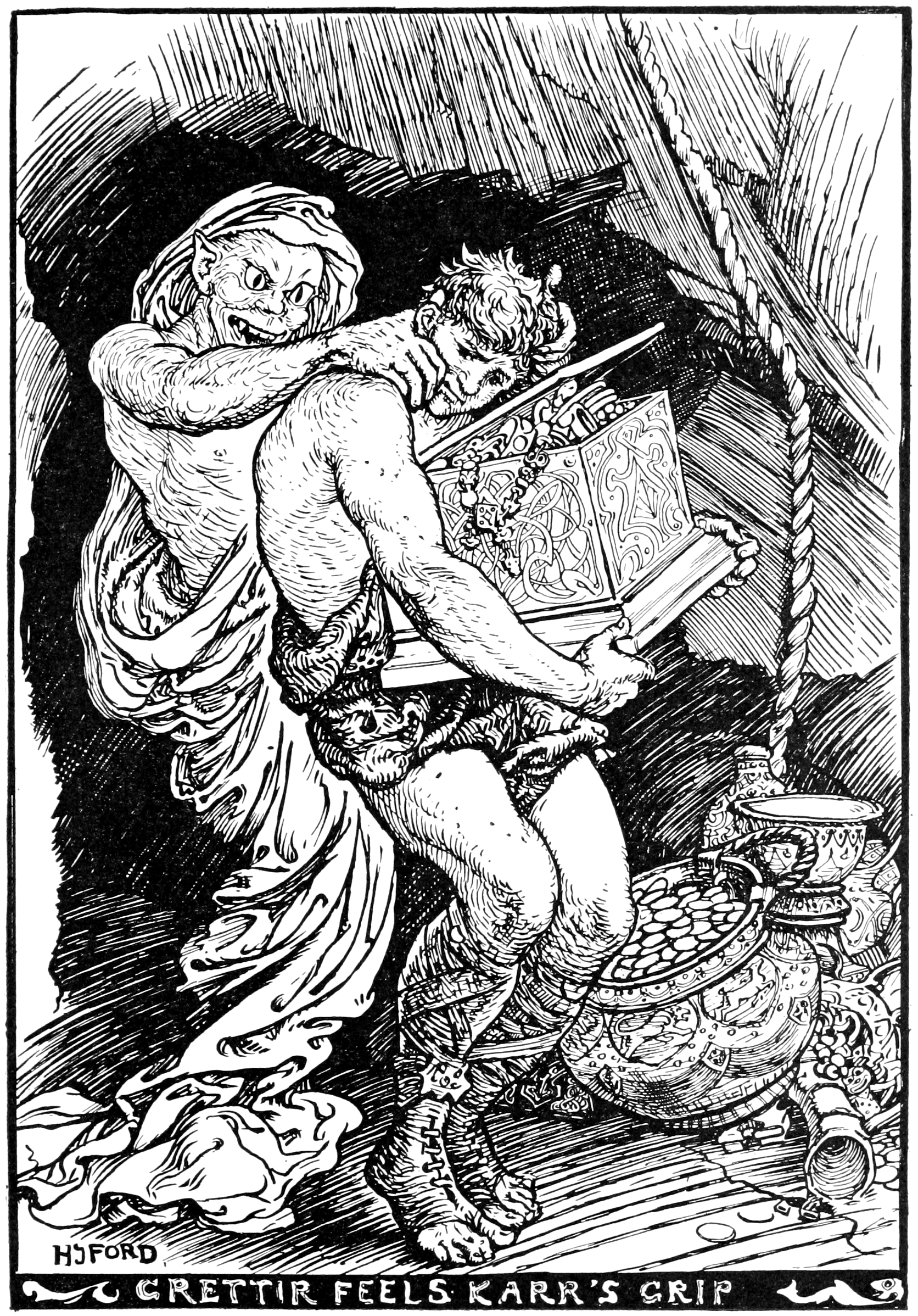
"Grettir sente o aperto de Kárr": o morto-vivo Kárr, um habitante de túmulo ou haugbúi, ataca o visitante de seu túmulo. Ilustração de 1902 por en.

As Criaturas Tumulares são seres semelhantes a espectros no universo de J. R. R. Tolkien, a Terra Média. Em O Senhor dos Anéis, os quatro hobbits são capturados por uma criatura tumular e escapam por sorte com vida, adquirindo espadas antigas de Westernesse para sua jornada.
Tolkien inspirou-se na mitologia nórdica, onde heróis de várias sagas enfrentam seres mortos-vivos chamados draugrs. Estudiosos notaram semelhanças entre a quebra do feitiço da criatura tumular e a batalha final em Beowulf, onde o túmulo do dragão [en] é invadido e o tesouro é liberado de seu encanto. As criaturas tumulares não aparecem na trilogia cinematográfica de Peter Jackson, mas estão presentes em jogos eletrônicos baseados na Terra-média de Tolkien.

## Origens

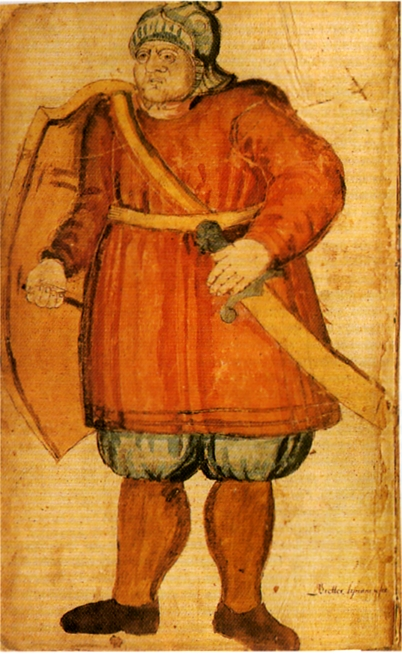
Na saga Grettis, Grettir (ilustrado) enfrenta Kárr, um morto-vivo que guarda seu próprio túmulo. Manuscrito islandês do século XVII

Um túmulo é um montículo funerário, como os usados na era neolítica. A palavra wight, do inglês antigo wiht, refere-se a uma pessoa ou ser senciente.
Na mitologia nórdica, há relatos de wights, chamados vǣttr ou draugr, espíritos mortos-vivos que habitam túmulos. Na Noruega, em locais como Eidanger, acreditava-se que os mortos continuavam vivendo em seus túmulos como vetter ou espíritos protetores, e até tempos modernos oferendas eram feitas nos montículos funerários.
Tolkien afirmou em sua "Nomenclatura de O Senhor dos Anéis [en]" que "criatura tumular" era um nome inventado, diferente de termos como "orc", que existiam no inglês antigo. Em uma palestra sobre Beowulf, ele explicou que orcneas ("cadáveres infernais"), monstros malignos descendentes de Caim e ligados a Grendel, referiam-se a:
| “ | aquela terrível imaginação nórdica à qual ousei dar o nome de 'criaturas tumulares'. Os 'mortos-vivos'. Criaturas horrendas que habitam túmulos e montículos. Não estão vivas: abandonaram a humanidade, mas são 'mortos-vivos'. Com força sobre-humana e malícia, podem estrangular e despedaçar homens. Glámr, na história de Grettir, o Forte, é um exemplo conhecido. | ” |

No entanto, o termo foi usado por Andrew Lang em seus Essays in Little de 1891, onde escreveu: "Nos túmulos onde tesouros eram guardados, habitavam as criaturas tumulares, fantasmas que vigiavam o ouro." Eiríkr Magnússon [en] e William Morris também usaram o termo em sua tradução de 1869 da saga Grettis, que apresenta uma luta com a "criatura tumular" ou "habitante do túmulo", Kárr:
| “ | Tudo em seu caminho foi chutado para fora do lugar, a criatura tumular avançando com avidez horrenda; Grettir recuou diante dela por muito tempo, até que, por fim, percebeu que não podia mais poupar suas forças; agora nenhum dos dois se continha, e foram levados até onde estavam os ossos de cavalo, onde lutaram por muito tempo. Ora um, ora outro, caía de joelhos; mas o fim da luta foi que o habitante do túmulo caiu de costas com um estrondo enorme. | ” |

A Grettis Saga conecta a derrota da criatura tumular à recuperação de um tesouro antigo, que é revelado ao herdeiro da casa à qual pertencia:
| “ | Grettir ... jogou sobre a mesa todo o tesouro que havia tomado no túmulo; mas havia um item que ele não conseguia tirar os olhos; era uma espada curta, uma arma tão boa que, segundo ele, nunca tinha visto melhor; e esta ele entregou por último. Thorfinn ficou feliz ao ver aquela espada, pois era uma herança de sua família e nunca havia saído de sua linhagem. "De onde vieram esses tesouros?" perguntou Thorfinn. | ” |

A Grettis Saga chama os monstros mortos-vivos Glámr e Kárr de haugbúar ("habitantes de montículos", singular haugbúi; um termo semelhante é draugr). Isso influenciou as criaturas tumulares de Tolkien, seja diretamente do nórdico antigo ou por meio da tradução de Magnússon e Morris.
As criaturas tumulares aparecem na literatura escandinava moderna, como na canção nº 32 de 1791 do poeta sueco Carl Michael Bellman, Träd fram du Nattens Gud [en] ("Avance, ó deus da noite"), cuja segunda estrofe é (traduzida):
| “ | Seu cobertor cobre tudo... Veja os jardins de Flora! Aqui, as alturas mais belas fogem, ali, escuras criaturas tumulares (griftevårdar) estão em colinas negras; e sob o choro das corujas, toupeiras, cobras e martas deixam suas câmaras. | ” |

Tanto a criatura tumular quanto o personagem Tom Bombadil apareceram pela primeira vez nos escritos de Tolkien em seu poema As Aventuras de Tom Bombadil, publicado na Oxford Magazine de 15 de fevereiro de 1934.

## Narrativa deO Senhor dos Anéis

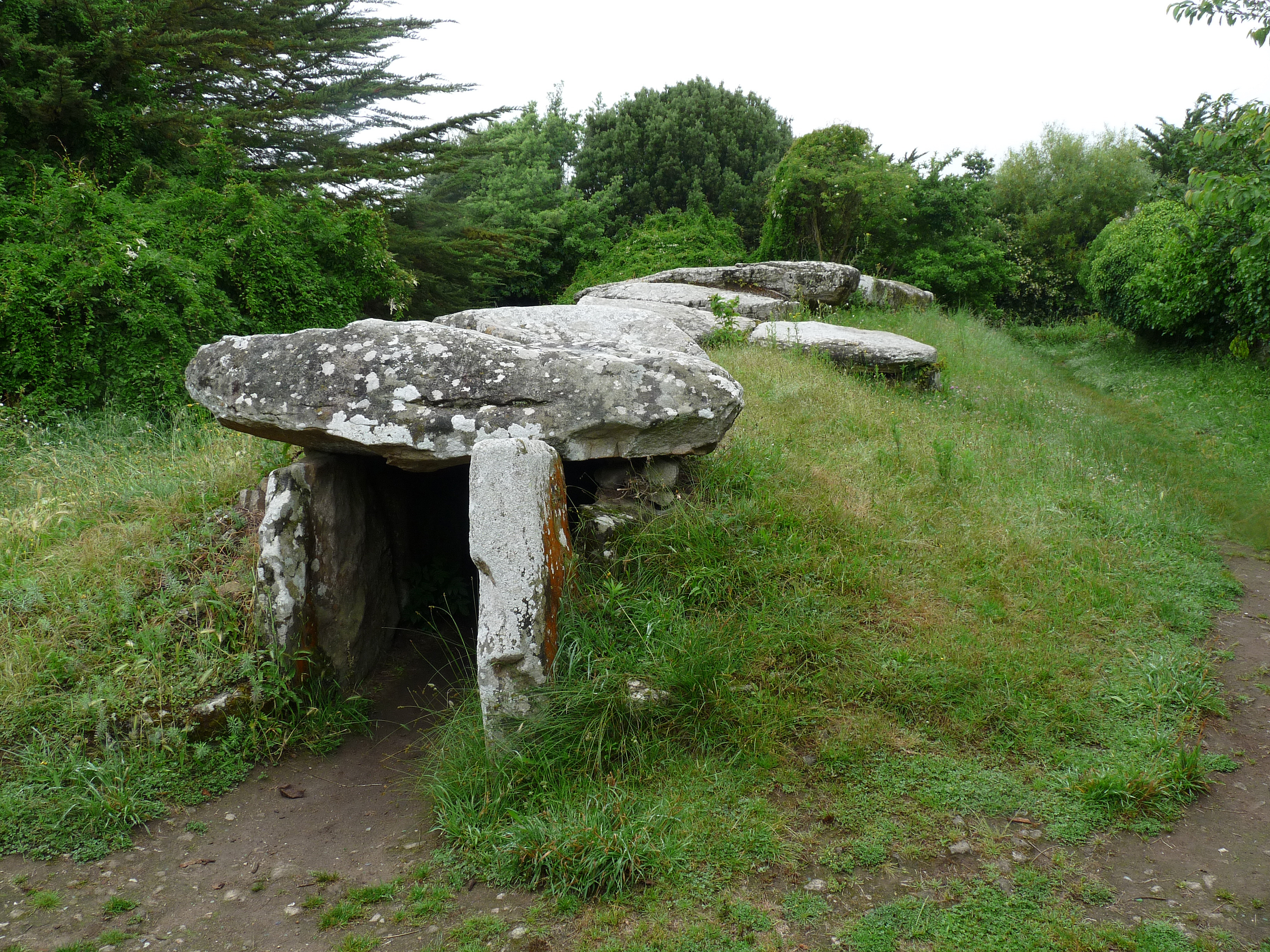
"Duas enormes pedras erguidas" como uma porta: Um en, o dólmen em Locmariaquer, Bretanha. A câmara é um corredor com áreas mais amplas para sepultamentos e en.

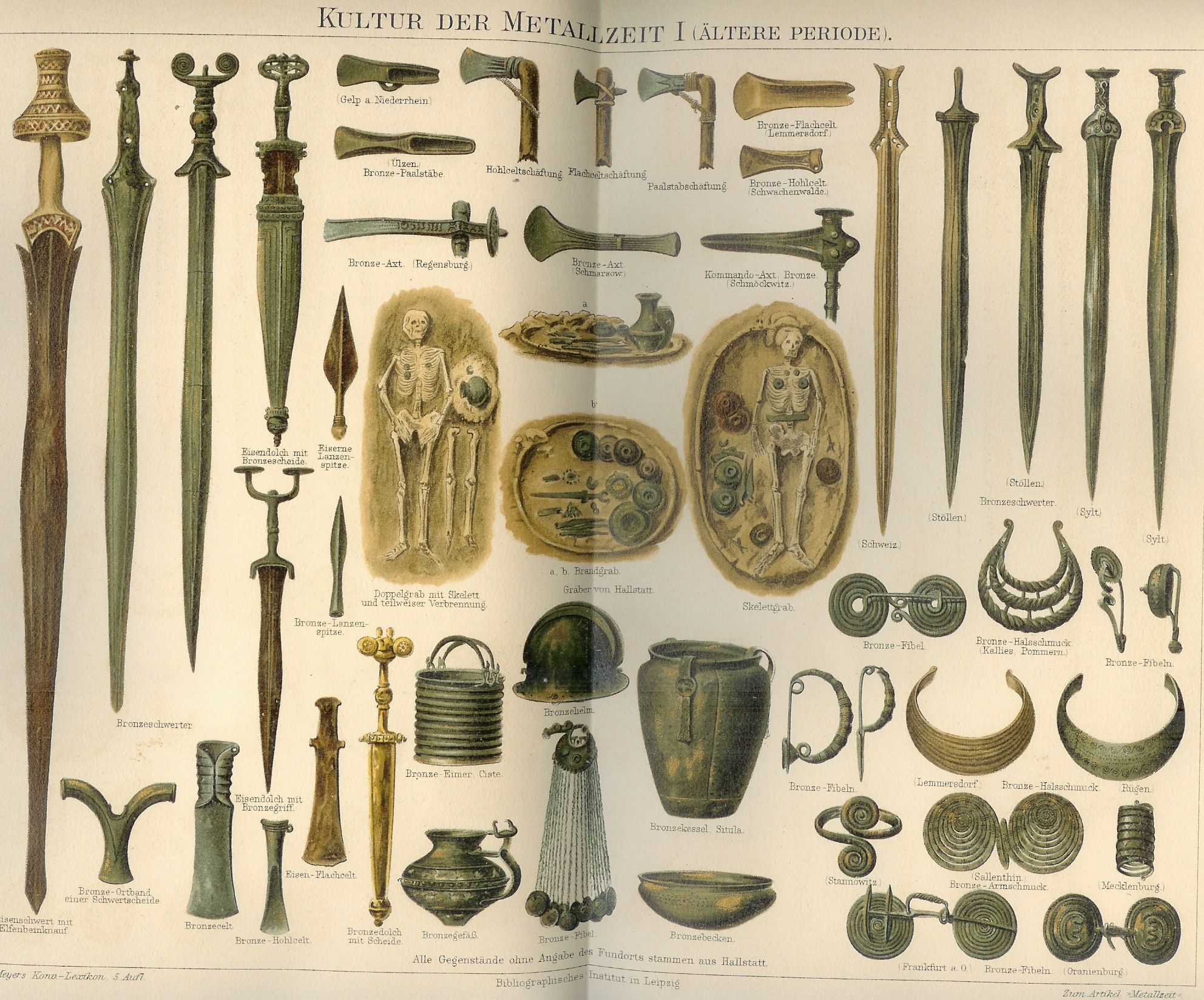
Bens funerários, como espadas em forma de folha, são encontrados na cultura de Hallstatt da Idade do Bronze Tardia na Europa.

Espíritos malignos foram enviados às Colinas dos Túmulos pelo  Rei-bruxo de Angmar para impedir a restauração do reino destruído dos Dúnedain, Cardolan, um dos três remanescentes do Reino dos Dúnedain de Arnor. Esses espíritos animaram os ossos dos Dúnedain mortos, assim como ossos mais antigos dos Edain da Primeira Era, ainda sepultados ali.
Após deixarem Tom Bombadil, Frodo Bolseiro e seus companheiros são capturados nas Colinas dos Túmulos e quase mortos por uma criatura tumular:
| “ | De repente, ele viu, erguendo-se ameaçadoras à sua frente e inclinando-se ligeiramente uma para a outra como os pilares de uma porta sem lintel, duas enormes pedras erguidas... Ele passou entre elas quase sem perceber: e, ao fazê-lo, a escuridão pareceu envolvê-lo. | ” |

Frodo resiste ao feitiço da criatura; ao olhar ao redor, vê os outros hobbits vestidos com bens funerários, em roupas brancas finas com diademas e correntes de ouro, cercados por espadas e escudos, com uma espada posicionada sobre seus pescoços. Ele pega uma pequena espada e corta a mão da criatura. Quando a criatura extingue a fraca luz na caverna, Frodo chama por Tom Bombadil, que expulsa a criatura do túmulo, resgata os hobbits e recupera o tesouro do túmulo, que incluía espadas antigas de Númenor. Frodo vê a mão cortada continuar a se contorcer sozinha.
O moledros pertencia ao último príncipe de Cardolan; a exclamação de Merry [en] ao despertar de seu transe confirma isso, ao mencionar Carn Dûm, capital do Reino-bruxo de Angmar, em constante guerra com os reinos númenorianos (como Bombadil explica posteriormente):
| “ | Claro, eu me lembro! Os homens de Carn Dûm nos atacaram à noite, e fomos derrotados. Ah! A lança em meu coração! | ” |

Bombadil arma os hobbits com itens do tesouro da criatura tumular, que passam a ser conhecidos como lâminas tumulares [en]:
| “ | Para cada um dos hobbits, ele escolheu um punhal, longo, em forma de folha e afiado, de trabalho primoroso, ornamentado com formas de serpente em vermelho e ouro. Brilhavam ao serem retirados de suas bainhas negras, feitas de um metal estranho, leve e resistente, adornadas com muitas pedras ardentes. Seja por alguma virtude dessas bainhas ou pelo feitiço que pairava sobre o túmulo, as lâminas pareciam intocadas pelo tempo, sem ferrugem, afiadas, reluzindo ao sol. | ” |

Mais tarde, quando Pippin [en] oferece seus serviços ao Regente de Gondor,  Denethor, o velho examina sua espada e pergunta — em palavras que lembram a Grettis Saga — "De onde veio isso? [...] Muitos, muitos anos pesam sobre ela. Certamente, esta é uma lâmina forjada por nossa própria gente no Norte, em um passado distante?"

## Análise
O estudioso de Tolkien Tom Shippey [en] comenta que é um "grande momento" quando Merry desperta do feitiço da criatura tumular e "lembra apenas de uma morte que não é sua". Ele observa que Merry assume a personalidade do guerreiro, não da criatura, já que Tom recorda os mortos com afeto. Isso deixa, segundo Shippey, a questão de quem ou o que era a criatura como um mistério. As vestes brancas mortais, a mão que se contorce, os hobbits preparados para a morte, proporcionam a emoção da fantasia, mas isso é ancorado [en] por estar conectado a uma história mais ampla, pelo menos sugerida.
O acadêmico de literatura Patrick Callahan nota que o episódio de Bombadil parece desconexo do resto da história, mas a narrativa da criatura tumular lembra a luta final em Beowulf, quando o rei, agora velho, enfrenta o dragão em seu túmulo. Ele morre, mas o tesouro do túmulo é recuperado e seu feitiço é quebrado, assim como ocorre com a criatura tumular. Callahan observa, ainda, que a criatura tumular pertence à classe dos revenants, ou "mortos ambulantes", como na saga Grettis, que Tolkien conhecia.

## Em mídias contemporâneas
Peter Jackson omitiu as criaturas tumulares de sua trilogia cinematográfica O Senhor dos Anéis. O acadêmico de humanidades Brian Rosebury [en] argumenta que a remoção é aceitável para reduzir o tempo de exibição, pois o episódio não altera fundamentalmente a história. Por outro lado, o estudioso de Tolkien John D. Rateliff observa que, como os hobbits não adquiriram lâminas antigas do tesouro da criatura tumular, eles recebem suas espadas de seu companheiro de viagem Aragorn em Cume do Vento, sob ameaça de ataque iminente; coincidentemente, ele carrega quatro espadas do tamanho de hobbits, apesar de esperar encontrar apenas Frodo e Sam.
Apesar da omissão na trilogia cinematográfica, as criaturas tumulares aparecem em jogos como O Senhor dos Anéis: Jogo de RPG. Uma criatura tumular aparece na adaptação russa de baixo orçamento de 1991 de A Sociedade do Anel, Khraniteli [en], aparentemente a primeira representação em movimento do personagem.
As criaturas tumulares aparecem na segunda temporada de O Senhor dos Anéis: Os Anéis do Poder. O supervisor de efeitos visuais Jason Smith descreveu sua adaptação como "heróis antigos reanimados, agindo para o mal contra sua vontade". Smith destacou que o design dos personagens reflete seu status nobre em vida como "[r]eis, rainhas, altos oficiais", contrastado por seus "olhos azuis brilhantes, perfurando a escuridão". A equipe de efeitos visuais de Os Anéis do Poder aproveitou para refletir sobre os escritos de Tolkien, com Smith afirmando: "A sensação que as passagens transmitem é de uma fatalidade que se aproxima, não por velocidade, mas por ser incansável [...] É uma ameaça que avança centímetro a centímetro até que você não tenha para onde ir e morra."

### J. R . R. Tolkien
1. ↑  (Tolkien 2005, p. 753)
2. ↑  (Tolkien 2014b, pp. 163–164)
3. ↑  (Tolkien 2014, p. 123)
4. 1 2 3 4 5 6 7 8  (Tolkien 1954a), livro 1, cap. 8 "Nevoeiro nas Colinas dos Túmulos"
5. 1 2 3  (Tolkien 1955), Apêndice A, "Os Reis Númenorianos", "Eriador, Arnor e os Herdeiros de Isildur"
6. ↑  (Tolkien 1955), livro 5, cap. 1 "Minas Tirith"